# Aleksandar Vezenkov
Aleksandar „Aleks“ Vezenkov (bulgarisch: Александър "Алекс" Везенков; griechisch Αλεξάντερ "Αλέξ" Βεζένκοφ, Alexander „Alex“ Vezenkof; * 6. August 1995 in Nikosia, Republik Zypern) ist ein bulgarischer Basketballspieler. Der 206 cm und 102 kg schwere Power Forward besitzt auch die griechische und die zyprische Staatsbürgerschaft.

## Familie und Jugend
Vezenkovs Vater Sascho (* 1963) war ebenfalls professioneller Basketballspieler. Die Familie stammt aus dem westmakedonischen Dorf Tresonče (heute Nordmazedonien) und wanderte im Zuge der Balkankriege nach Bulgarien aus (siehe Makedonische Bulgaren).
2005 trat er dem zyprischen Basketballverein Apoel Nikosia bei. Vier Jahre später wechselte er zum griechischen Verein Aris Thessaloniki, wo er bis 2011 bei den Junioren spielte. Vezenkov wurde als einer der besten europäischen Basketballspieler seines Alters bezeichnet. Er war mit einem Mittelwert von 27,1 Punkten je Begegnung bester Korbschütze der U16-Europameisterschaft 2011 und führte mit 19,3 Punkte sowie 11,2 Rebounds je Begegnung auch die Bestenlisten bei der U20-EM im Jahr 2014 an.

## Professionelle Karriere
Vezenkov begann 2011 seine Profikarriere bei Aris Thessaloniki in der griechischen Liga. 2015 wurde er zum wertvollsten Spieler der Liga gewählt. Anschließend wechselte Vezenkov nach Spanien zum FC Barcelona. In drei Jahren bei den Katalanen gewann er mit der Mannschaft 2015 den spanischen Supercup und 2018 den spanischen Königspokal.
2018 wurde Vezenkov von Olympiakos Piräus unter Vertrag genommen, mit der Mannschaft wurde er 2022 griechischer Meister und Pokalsieger. Er wurde als bester Spieler der Euroleague-Saison 2022/23 ausgezeichnet, das Endspiel des Wettbewerbs verlor er mit Piräus im Mai 2023 gegen Real Madrid. Vezenkov war in der Begegnung mit 29 Punkten bester Korbschütze aller eingesetzten Spieler.
Im Juli 2023 gaben die Sacramento Kings aus der nordamerikanischen National Basketball Association (NBA) seine Verpflichtung bekannt. In 42 Einsätzen für die Kalifornier erzielte Vezenkov im Durchschnitt 5,4 Punkte. Im Rahmen eines Tauschhandels gelangte er im Juni 2024 zu den Toronto Raptors. Für die kanadische Mannschaft spielte Vezenkov jedoch nicht, er kehrte im Sommer 2024 zu Olympiakos Piräus zurück. 2025 wurde er mit Piräus griechischer Meister und als bester Spieler der Finalserie ausgezeichnet.

## Bulgarische Nationalmannschaft
Vezenkov spielte für die bulgarischen Jugend-Nationalmannschaften, dabei nahm er an folgenden Turnieren teil:
mit der U16:
- U16-Europameisterschaft 2010
- U16-Europameisterschaft 2011

mit der U18:
- U18-Europameisterschaft 2012
- U18-Europameisterschaft 2013

mit der U20:
- U20-Europameisterschaft 2014